# 南斯拉夫的安德烈
南斯拉夫的安德烈，本名安德烈·卡拉喬傑維奇（1929年6月28日—1990年5月7日），南斯拉夫國王亞歷山大一世的幼子。

## 家庭
1956年，安德烈與黑森-卡塞爾的克里斯蒂娜·瑪格麗特結婚。她的母親是希臘的索菲公主，愛丁堡公爵菲利普的姐姐。兩人共有1子1女：
1. 瑪麗亞·塔緹亞娜（1957年出生）
2. 克里斯多福（1960年—1994年）

兩人於1962年離婚。隔年，安德烈與萊寧根親王卡爾的女兒齊拉（Kira）結婚，兩人共有2子1女：
1. 拉維亞娜·瑪麗（1961年出生）
2. 卡爾·弗拉基米爾（1964年出生）
3. 德米特里（1965年出生）

1972年，安德烈與齊拉離婚。